# Záhorce
Záhorce – wieś (obec) na Słowacji położona w kraju bańskobystrzyckim, w powiecie Veľký Krtíš. Pierwsze wzmianki o miejscowości pochodzą z 1236 roku.
Według danych z dnia 31 grudnia 2012 roku, wieś zamieszkiwało 679 osób, w tym 366 kobiet i 313 mężczyzn.
W 2001 roku rozkład populacji względem narodowości i przynależności etnicznej wyglądał następująco:
- Słowacy – 95,27%
- Czesi – 0,54%
- Węgrzy – 3,38%

Ze względu na wyznawaną religię struktura mieszkańców kształtowała się w 2001 roku następująco:
- Katolicy rzymscy – 46,35%
- Grekokatolicy – 0,14%
- Ewangelicy – 48,38%
- Husyci – 0,14%
- Ateiści – 3,92%
- Nie podano – 0,81%